# Liza Minnelli

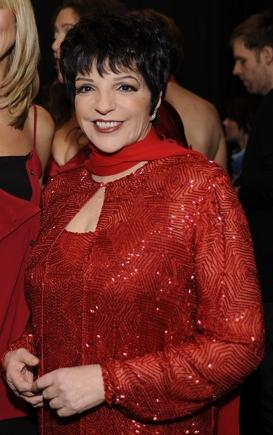
Liza Minnelli (2008)

Liza May Minnelli (* 12. März 1946 in Los Angeles, Kalifornien) ist eine US-amerikanische Schauspielerin und Sängerin, die 1972 durch ihre Verkörperung der Sally Bowles in dem Filmmusical Cabaret bekannt wurde. Sie ist die Tochter der Schauspielerin Judy Garland und des Regisseurs Vincente Minnelli.
In den 1960er Jahren begann sie als Schauspielerin am Musicaltheater hauptsächlich in New York City zu arbeiten und machte sich vor allem durch Nachtklub-Engagements einen Namen als vielseitige Interpretin von Liedern des Great American Songbook. Insbesondere Songs von John Kander und Fred Ebb bildeten in den folgenden Jahrzehnten die Grundlage für einige ihrer Konzertprogramme. Minnelli spielte in mehreren Bühnenmusicals dieses Duos die Hauptrolle, darunter Flora the Red Menace (1965) und The Act (1977/78).
Nach erstem Kritikerlob für ihre Rolle in der Literaturverfilmung Pookie (1969) und ihrem vielfach ausgezeichneten Auftritt in Cabaret (1972) setzte Minnelli sich nicht als führender Filmstar durch. Lediglich die Komödie Arthur – Kein Kind von Traurigkeit (1981) war noch erfolgreich. Als Sängerin war sie in Fernsehshows wie Liza with a ‘Z’ (1972) zu sehen und ging auf internationale Tourneen. Aus ihren Konzerten ragen die Gastspiele 1979 und 1987 in der Carnegie Hall sowie 1991 und 1992 in der Radio City Music Hall heraus.
Musikalisch arbeitete Minnelli unter anderem mit ihrer Mutter Judy Garland, Charles Aznavour, Frank Sinatra, Sammy Davis junior, Billy Stritch und den Pet Shop Boys zusammen. Mit Oscar, Emmy, Grammy, Tony und dem Golden Globe gewann sie die fünf großen Preise der amerikanischen Film-, Fernseh-, Musik-, Theater- und Zeitungsindustrie. Biografen wie Scott Schechter (2004), Michael Freedland (1990) und Wendy Leigh (1995) zählen Minnelli zu den beliebtesten lebenden Unterhaltungskünstlern.

## Leben und Werk

### Familien- und Privatleben
Liza May Minnelli ist die Tochter der Filmschauspielerin und Sängerin Judy Garland (1922–1969) und des Regisseurs Vincente Minnelli (1903–1986). Sie kam am 12. März 1946 im Cedars of Lebanon Hospital von Los Angeles zur Welt und wurde nach dem Gershwin-Song Liza (All the Clouds’ll Roll Away) sowie nach der Großmutter väterlicherseits, die May hieß, genannt. Ihre Paten waren das Künstlerehepaar Kay Thompson und William Spier. Mit Thompson pflegte sie bis zu deren Tod 1998 ein inniges Verhältnis und wurde als Inspiration für Thompsons Kinderbuchreihe Eloise genannt. Nach der Scheidung ihrer Eltern 1951 wuchs Liza halbjährlich wechselnd bei Vincente Minnelli und Judy Garland auf. Sie beschrieb ihre Mutter als streng und ehrgeizig, wohingegen sie bei ihrem Vater „ihre Träume auslebte“: „I got my drive from my mother and my dreams from my father.“
1952 heiratete Judy Garland den Produzenten Sidney Luft, mit dem sie zwei Kinder namens Lorna (* 1952) und Joseph („Joey“) Luft (* 1955) hat. Lorna Luft wurde ebenfalls Schauspielerin und Sängerin, aber nie international berühmt wie ihre Halbschwester Liza oder ihre Mutter Judy. Aus der zweiten Ehe ihres Vaters Vincente mit Georgette Magnani stammt Lizas 1955 geborene Halbschwester Christiane Nina („Tina Nina“) Minnelli.
1967 heiratete Liza Minnelli den australischen Songschreiber und Entertainer Peter Allen (1944–1992), den sie 1964 als Protegé ihrer Mutter kennengelernt hatte. Das Paar trennte sich 1970 und ließ sich 1972 scheiden. Der 1992 an den Folgen von AIDS gestorbene Allen schilderte die Beziehung später als von vornherein gespannt, blieb Minnelli aber freundschaftlich verbunden. 1972/73 war Minnelli mit Desi Arnaz junior verlobt, zur selben Zeit aber auch mit Peter Sellers liiert. Arnaz’ Mutter Lucille Ball missbilligte Minnellis Verbindung mit ihrem Sohn. Von 1974 bis 1979 war sie mit dem Regisseur und Produzenten Jack Haley junior (1933–2001) verheiratet, dem Sohn des Schauspielers Jack Haley, der 1939 an der Seite von Judy Garland in Der Zauberer von Oz mitgespielt hatte. Nach beiderseitigen Affären wurde die Ehe geschieden. Zwischen 1976 und 1978 war Minnelli mit Martin Scorsese und Mikhail Baryshnikov liiert.
Ende der 1970er Jahre war Minnelli Stammgast im Studio 54. Damals lernte sie den Bildhauer Mark Gero (* 1952) kennen und machte ihn zu ihrem persönlichen Manager. Seit 1979 verheiratet, trennte sich das Paar vorübergehend Mitte der 1980er Jahre und wurde 1992 geschieden. Wegen ihrer Alkohol- und Tablettensucht ließ sich Minnelli 1984 ins Betty Ford Center und 1985 in die Hazelden Clinic in Minnesota für Entziehungskuren einweisen, die von öffentlicher Anteilnahme begleitet wurden. Minnelli bemerkte 2002 in einem Interview, sie habe fünf Fehlgeburten gehabt. 1994 wurde ihr ein künstliches Hüftgelenk eingesetzt. 1997 musste sie sich einer Stimmbandoperation unterziehen. Infolge einer lebensbedrohlichen Enzephalitis wurde sie im Oktober 2000 ins Krankenhaus eingeliefert, war in den nächsten Monaten teilweise auf einen Rollstuhl angewiesen und litt an Sprachstörungen. In mehreren Operationen wurden ihr zudem ein zweites künstliches Hüftgelenk und ein künstliches Kniegelenk eingesetzt; eine Fortsetzung ihrer Karriere erschien zunächst ungewiss. Im Rahmen ihrer langwierigen Genesung nahm sie Tanz- und Gesangsunterricht, um die Folgen ihrer Erkrankung zu überwinden.
Im März 2002 heiratete Minnelli den Produzenten und Konzertveranstalter David Gest (1953–2016) mit Elizabeth Taylor und Michael Jackson als Trauzeugen. Die Hochzeit wurde im Fernsehen übertragen. Zwar gingen die beiden bereits nach einem Jahr getrennte Wege, nach längeren rechtlichen Auseinandersetzungen wurde die Scheidung jedoch erst 2006 vollzogen. Minnelli bekannte sich 2009 aufs Neue als alkoholkrank. 2004 und 2015 ging sie erneut auf Entzug.
2014 war Minnelli zusammen mit Lorna und Joey Luft Publikumsgast der 86. Oscarverleihung. Anlass war das 75. Jubiläum des Zauberers von Oz. 2015 verlegte Minnelli ihren langjährigen Wohnsitz von New York nach Los Angeles. 2017 veranstaltete sie über das soziale Netzwerk Facebook zweimal einen Live-Chat mit ihren Fans und trat auf dem Eröffnungskonzert des kalifornischen Pasadena Symphony and POPS Festival auf, das zu ihren Ehren gegeben wurde.

### Karriere

#### 1946–1960: Kindheit und Jugend
1949 hatte Liza Minnelli an der Seite ihrer Mutter und Van Johnsons ihren ersten kleinen Leinwandauftritt in der Schlusssequenz des Musicalfilms Damals im Sommer. 1952 war sie in dem dokumentarischen Kurzfilm Screen Snapshots 5854: Young Hollywood über Kinder bekannter Hollywoodstars zu sehen. Sie hielt sich auch bei den Dreharbeiten zu den Filmen ihres Vaters auf: Beispielsweise am Set von Ein Amerikaner in Paris, wo sie gemeinsam mit Gene Kellys Tochter Konfetti auf eine Ballett-Szene warf. Eigener Erinnerung zufolge empfand sie diese Dreharbeiten zwar als „langweilig“, begeisterte sich aber für die Tanzszenen in dem Film. Eigentlich sollte sie in Vincente Minnellis Familienkomödie Villa mit 100 PS (1954) eine kleine Rolle spielen, die Szenen mit ihr wurden aber für die endgültige Filmfassung nicht verwendet.
Inspiriert von den Filmen ihres Vaters und insbesondere Fred Astaires Auftritt in Vorhang auf! (1953), galt Liza Minnellis erstes ernsthaftes künstlerisches Interesse dem Tanz, später dem Eiskunstlauf. Als Kind erhielt sie Tanzunterricht von dem MGM-Choreographen Nico Charisse und trat 1956 zum ersten Mal mit Judy Garland im New Yorker Palace Theatre als Tänzerin bei dem Lied Swanee auf. Im November 1956 moderierte sie im Rahmen der Sendereihe Ford Star Jubilee zusammen mit dem Schauspieler Bert Lahr eine Fernsehshow über den Zauberer von Oz, Garlands Erfolgsfilm von 1939. Im April 1959 trat sie in Gene Kellys TV-Special The Gene Kelly Show auf, um mit ihm zu dem Lied For Me and My Gal zu tanzen. Als sie 1959 und 1960 die Broadway-Musicals Gypsy (mit Ethel Merman) und Bye Bye Birdie (mit Dick Van Dyke und Chita Rivera) sah, wurde ihr Interesse für das Theater geweckt, sodass sie eigenen Worten zufolge Schauspielerin werden „musste“. Bedingt durch viele Wohnortwechsel besuchte Minnelli insgesamt rund 20 verschiedene Schulen und hat nie den Highschool-Abschluss gemacht.

#### 1961–1964: Ausbildung in New York, erste Musik- und Theaterarbeiten
1961 wurde Liza Minnelli in die New Yorker Fiorello H. LaGuardia High School aufgenommen und sprach im Frühling erfolglos bei mehreren Theatern vor. Begleitet wurde sie dabei von ihrem Klassenkameraden Marvin Hamlisch, der über viele Jahre zu ihren Freunden und musikalischen Arbeitspartnern zählte. Sie sammelte erste Erfahrungen in drei Sommertheater-Produktionen des Cape Cod Melody Theatre in Hyannis, wo sie Urlaub mit ihrer Familie machte. Im Herbst 1961 wechselte sie zur Scarsdale High School nördlich von New York City, wo sie im Dezember die Titelrolle in dem Stück The Diary of Anne Frank spielte. Der Scarsdale Inquirer nannte ihre Darbietung „temperamentvoll“. Eine lokale Förderin organisierte für die Schülertruppe eine Europa-Tournee im Juli und August 1962 mit Stationen in Rom, Athen, Jerusalem und Amsterdam. 1962 war sie auf Wunsch ihrer Eltern kurzzeitig an der Pariser Sorbonne eingeschrieben, fühlte sich dort aber nicht recht akzeptiert. Ende 1962 zog sie nach Manhattan in ein kleines Appartement und begann eine Ausbildung in Schauspiel, Tanz und Gesang am Herbert Berghof Studio, wo sie beispielsweise von Uta Hagen unterrichtet wurde. Im März 1963 bestand sie ein Casting für eine Off-Broadway-Adaption des Musicals Best Foot Forward, in der sie die Nebenrolle der männerhungrigen College-Studentin Ethel Hoffinger verkörperte. Für ihre Darbietung erhielt Minnelli begeisterte Kritiken.
Im Alter von 17 Jahren besuchte sie ein Konzert des französischen Chansonniers Charles Aznavour, eines ihrer späteren musikalischen Förderer. Minnelli hatte bereits im November oder Dezember 1961 ihre ersten Musikaufnahmen mithilfe von Marvin Hamlisch gemacht und die Lieder The Travelin’ Life, At the Roxy Music Hall und It’s Just a Matter of Time auf ein Demo-Band als Weihnachtsgeschenk für ihre Mutter aufgenommen. Im Februar 1963 nahm sie You Are for Loving und What Do You Think I Am? (beide aus Best Foot Forward) als ihre erste Single für Cadence Records auf. Der Erfolg des Best Foot Forward-Show-Cast-Albums führte im Mai 1963 zu einem Plattenvertrag mit Capitol Records, wo sie in den nächsten drei Jahren drei Solo-LPs und mehrere Singles veröffentlichte. Im Gegensatz zu den Alben, die Musicalsongs und Jazzstandards von Bühnenkomponisten wie Hammerstein, Sondheim, Rodgers, Hart, Gershwin, Arlen und Porter enthielten, orientierten sich die Singles an der aktuellen Popmusik: Wie Biograf Scott Schechter hervorhebt, nahm Minnelli ernste Balladen und komische Lieder auf, die mitunter leicht europäisch oder lateinamerikanisch beeinflusst, sehr zeitgemäß und dem Alter der Interpretin angemessen waren. Im November und Dezember 1963 trat sie in der populären Fernsehsendung The Judy Garland Show auf, wo sie mehrere Duette mit ihrer Mutter und ihr erstes bekanntes Lied You Are for Loving sang.
Im Juni 1964 nahm Minnelli ihr erstes Solo-Album Liza! Liza! auf, für dessen Arrangements Peter Matz verantwortlich war und das im September auf dem Markt erschien. Marvin Hamlisch half bei der Liedauswahl und Minnelli spielte zum ersten Mal den Song Maybe This Time des Duos Fred Ebb und John Kander ein, der 1971 in die Musicalverfilmung Cabaret integriert wurde, aber nicht Bestandteil der Bühnenfassung war. Matz hatte bereits an den ersten Alben von Barbra Streisand mitgewirkt und Scott Schechter führt aus, dass die Produzenten von Capitol durch die Auswahl von Standards Minnelli wohl zu einer zweiten Streisand formen wollten. Tatsächlich bezeichnete sie der Musikkritiker William Ruhlmann als „Barbra Streisands kleine Schwester“. Balladen wechselten sich mit Up tempo-show tunes (Musicalsongs) ab, bei denen Minnelli unter den verschiedenen musikalischen Stimmungen ihr Schauspieltalent bewies. Liza! Liza! war acht Wochen in den Album-Charts Billboard 200 auf Platz 116 vertreten und wurde von Kritikern als „viel versprechendes Debüt“ (Cashbox), „beeindruckend“, „betörend“ und „wunderbar abwechslungsreich“ (Record World) gelobt. Im November 1964 gab Minnelli zwei gemeinsame Konzerte mit Judy Garland im London Palladium. Nach Minnellis Erinnerungen sollen sich beide während dieser Auftritte zum ersten Mal gegenseitig als Künstlerinnen bewusst wahrgenommen haben. Abgesehen von einzelnen spontanen Auftritten zwischen 1956 und 1967, waren die Shows im Palladium Minnellis einziges planmäßiges Engagement zusammen mit ihrer Mutter.

#### 1965–1970: Durchbruch am Broadway und als Sängerin; erster Filmerfolg mitPookie
Im Mai 1965 spielte Minnelli in dem Broadway-Musical Flora the Red Menace unter der Regie von George Abbott die Rolle der jungen Modezeichnerin Flora Meszaros, die sich während der Great Depression in einen Kommunisten verliebt. Die Inszenierung legte den Grundstein für ihre jahrzehntelange Zusammenarbeit mit dem Musical-Duo Kander/Ebb, das hier ebenfalls sein Broadway-Debüt gab und zukünftig mehrere Songs, Fernseh- und Bühnenprogramme für Minnelli schrieb, produzierte oder inszenierte. Minnelli betrachtet Fred Ebb als ihren Lieblings-Songschreiber, da er ihr zu einer individuellen Ausdruckskraft verholfen habe. Für ihre Leistung in Flora the Red Menace wurde die 19-jährige Minnelli als bis dahin jüngste Musicaldarstellerin mit einem Tony Award ausgezeichnet. Die Kritiken fielen für sie fast einhellig gut aus, das Musical im Allgemeinen wurde weniger positiv bewertet.
Im September 1965 trat Liza Minnelli zum ersten Mal als Nachtklubsängerin im Blue Room des Shoreham Hotel von Washington, D.C. auf. Solche Programme in Klubs, Hotels und Casinos entwickelten sich in den nächsten Jahren zu ihrem Hauptaugenmerk. Sie gastierte in angesehenen Einrichtungen in Las Vegas, Miami, Los Angeles, New York City und London und fühlte sich mit dieser Unterhaltungsform am meisten verbunden. Ihre frühen Nachtklubauftritte haben sie nach eigener Aussage in ihrem künstlerischen Werdegang geprägt. Trotz mehrerer Film-, Theater- und Musikprojekte hat Minnelli ihre meisten Erfahrungen als Live-Entertainerin gesammelt. Ihrem ersten Auftritt in Washington, D. C. folgte eine Tournee im Herbst 1965 durch die Vereinigten Staaten, Kanada, London und Paris. Zum Repertoire gehörten mehrere Lieder von Kander und Ebb sowie andere Musical- und Popsongs. Minnelli verfolgte dieses Programm bis 1966 und behielt Teile des Liedmaterials bis Anfang der 1970er Jahre bei. Die Washington Daily News resümierte, „ein Star [sei] geboren“; Minnelli wurde als „lebhafte, temperamentvolle junge Dame, gesegnet mit einer großen Stimme und einer vielseitigen Persönlichkeit“, als „extrem talentierter und dynamischer Star“ sowie als „erregende Erfahrung“ beschrieben und der Abend ihres Nachtklubdebüts sei „einer der spannendsten in der Geschichte des Shoreham Blue Room“ gewesen.
1968 drehte Minnelli den Film Pookie nach dem Roman The Sterile Cuckoo von John Nichols. Unter der Regie von Alan J. Pakula spielte sie „Pookie“ Mary Ann Adams, die ihre erste Beziehung hat, als sie aufs College kommt. Die emotional gestörte Pookie verliebt sich in einen Kommilitonen, woraus ein schwieriges Verhältnis entsteht. Unbeliebt und extrovertiert, will sich Pookie von anderen abgrenzen, während ihr schüchterner Freund trotz seiner Selbstfindungsphase den Anschluss an die Gruppe nicht verlieren will. Minnelli wurde für einen Oscar nominiert und erhielt hervorragende Kritiken. Das Life Magazine lobte ihre „witzige“, „bewegende“ und „perfekt gespielte Darbietung“ und der Hollywood Reporter meinte, Minnellis „fragile, witzige Liebesaffäre unter Studienanfängern [sei] eine Klasse für sich [und] Minnellis One-Woman-Show“. Minnelli verhalf dieser Film zu einem zynischen, rebellischen Image, das sich deutlich von ihrer Mutter abhob, die stets das Rollenfach der Ingenue verkörpert hatte. Ab Juni 1969 stand Minnelli für Otto Premingers Film Tell Me That You Love Me, Junie Moon nach dem gleichnamigen Roman von Marjorie Kellogg vor der Kamera. Sie spielte als Junie Moon eine von drei gesellschaftlichen Außenseitern, die sich durchs Leben kämpfen; Junies Gesicht ist durch ein Säureattentat entstellt. Die Dreharbeiten gestalteten sich für Minnelli als schwierig, weil sie sich nicht mit Premingers Regiestil anfreunden konnte, der sich deutlich von der zurückhaltenden, sensiblen Arbeitsweise Pakulas unterschied. Obwohl der Film kein Erfolg war, honorierten Kritiker die Leistung von Minnelli, die hier mit ihrer Patentante Kay Thompson zusammen spielte. Bei den Internationalen Filmfestspielen von Cannes wurde Premingers Regiearbeit für die Goldene Palme nominiert.

#### 1971–1973:Cabaret;Liza with a ‘Z’
Scott Schechter zufolge hatte Minnelli 1966 20-mal für die Rolle der Varietésängerin Sally Bowles in dem Broadway-Musical Cabaret vorgesprochen, das auf John van Drutens Schauspiel I Am a Camera nach autobiografischen Romanen von Christopher Isherwood basiert. Sie war aber immer wieder abgelehnt worden, weil sich die Produzenten eine britische Schauspielerin gewünscht hatten. Minnelli nahm jedoch den gleichnamigen Titelsong dauerhaft in ihr Repertoire auf und sang ihn zu Nachtklubauftritten, in Fernsehshows und in Konzerten. Nachdem die Produzenten des Films Cabaret Minnellis Konzert im Pariser Olympia im Dezember 1969 erlebt hatten, entschieden sie sich, Minnelli in der Hauptrolle zu besetzen. Choreografie und Regie übernahm Bob Fosse.
Seitdem wird Minnelli mit dieser Rolle, der sie sich auch persönlich verbunden fühlt, assoziiert. Zur Rollenvorbereitung studierte sie Fotografien der Stummfilmdarstellerinnen Louise Glaum und Louise Brooks. Cabaret wurde von Februar bis Juli 1971 in München mit Michael York, Marisa Berenson, Helmut Griem, Fritz Wepper und Joel Grey gedreht. Grey übernahm nach seiner Bühnendarbietung am Broadway erneut die Rolle des Conférenciers. Die Handlung spielt am Vorabend der nationalsozialistischen Machtübernahme im Berlin von 1931. Ein englischer Schriftsteller (York) zieht in die Pension, in der auch Sally Bowles wohnt, die im Nummernkabarett Kit Kat Club auftritt und von einer Schauspielkarriere träumt. Es entwickelt sich eine zum Scheitern verurteilte Dreierbeziehung mit einem wohlhabenden Deutschen (Griem). Anders als in der Bühnenfassung rückte die Rolle der Pensionsbetreiberin Fräulein Schneider zugunsten der Liebesgeschichte der von York und Minnelli gespielten Figuren in den Hintergrund. Die von Fred Ebb und John Kander geschriebenen Lieder des Films Mein Herr, Money, Money (Duett mit Joel Grey), Maybe This Time und Cabaret wurden zu Minnellis Erkennungsmelodien und gehören bis heute zu ihrem Standardrepertoire. Für ihre schauspielerische Leistung in dem mit insgesamt acht Academy Awards prämierten Streifen gewann Minnelli den Oscar als Beste Hauptdarstellerin und andere internationale Filmpreise. Die Zeitschrift Variety resümierte, die Filmversion des Musicals sei „ganz ungewöhnlich: gebildet, derb, anspruchsvoll, sinnlich, zynisch, herzerwärmend“ und „[stimme] auf beunruhigende Weise nachdenklich“. Die Daily News meinte, Minnelli definiere das Wort „Star“. Filmkritikerin Angela Errigo bezeichnet Cabaret als „das einzige große Musical der 70er Jahre“, in dem Fosse „die kalte Pracht des sündigen, seelenlosen Berlin der 1930er Jahre [inszeniere]“, mit „frechen, effektvollen Musical-Nummern und harten Schnitten zwischen Cabaret und Außenwelt“. Der Film gehöre Liza Minnelli, „die die traurige, großäugige Sally Bowles mit einer fieberhaften Vitalität und vorgetäuschter Verderbtheit ausstattet“ und dem Film „menschliche Wärme und Zerbrechlichkeit“ verleihe.
Angeregt durch den Filmhit produzierte Fosse mit Minnelli im Mai 1972 das Fernsehspecial Liza with a ‘Z’. A Concert for Television für NBC als Konzertfilm vor New Yorker Publikum, wiederum hauptsächlich mit Musik von Kander und Ebb. Der Titel der Sendung war an das Lied Liza with a ‘Z’ von Kander und Ebb angelehnt, in dem Minnelli die korrekte Aussprache ihres Namens erklärt: [lʌɪza] mit einem stimmhaften „S“. Minnelli, Fosse und Ebb wurden mit dem Emmy ausgezeichnet und bekamen glänzende Kritiken. Cabaret und Liza with a ‘Z’ machten Minnelli zur Mediensensation: Als erste Persönlichkeit wurde sie in ein und derselben Woche auf den Covern von Newsweek und Time abgebildet. Die Soundtracks zu Cabaret und Liza with a ‘Z’ erreichten beide die Top 30 der Billboard Alben-Charts und wurden mit Gold ausgezeichnet.

#### 1974–1986: Weitere Filmprojekte nachCabaret; Rückkehr zum Theater; Konzertreisen
Wendy Leigh behauptet, Minnelli habe nach Cabaret über 400 Drehbücher abgelehnt. Tatsächlich gab es eine Reihe von unverwirklichten Filmprojekten, darunter Neuverfilmungen von Die Kameliendame (1936) und Wie angelt man sich einen Millionär? (1953) sowie die Romanadaption Der große Gatsby, in der 1974 schließlich Mia Farrow die weibliche Hauptrolle übernahm. Im Filmfan-Magazin Photoplay wurde 1972 gemunkelt, Vincente Minnelli plane eine Verfilmung von Judy Garlands Lebensgeschichte mit Liza Minnelli in der Rolle ihrer Mutter: Vater und Tochter hatten aber wiederholt betont, niemals ein solches Projekt in die Hand zu nehmen. Ihre nächsten drei Filme nach Cabaret konnten ihre hohen Produktionskosten nicht einspielen und wurden von der Kritik größtenteils abgelehnt. In Stanley Donens Abenteurer auf der Lucky Lady (1975) spielte sie eine billige Kabarettsängerin, die sich zur Zeit der Prohibition zusammen mit einem Alkoholschmuggler (Gene Hackman) und einem Ganoven (Burt Reynolds) gegen eine andere Schmugglerbande behaupten muss. Unter Vincente Minnellis Regie war sie in Nina – Nur eine Frage der Zeit (1976) als Zimmermädchen zu sehen, das die Erinnerungen einer alten Gräfin (Ingrid Bergman) durchlebt. An der Seite von Robert De Niro spielte Minnelli in Martin Scorseses New York, New York (1977) eine Big-Band-Sängerin, die später zum großen Star wird. Wie Scott Schechter bemerkt, haben diese drei Flops in Folge Minnellis Karriere als Filmstar zum Stillstand gebracht. Lediglich der in New York, New York von Minnelli interpretierte Titelsong Theme from New York, New York erlangte große Bekanntheit und wurde durch Frank Sinatras Neuaufnahme vom September 1979 zum Welthit sowie zur inoffiziellen Hymne der Stadt New York; bei einigen Gelegenheiten sangen Minnelli und Sinatra den Song später auch gemeinsam. Erst mit der romantischen Komödie Arthur – Kein Kind von Traurigkeit drehte sie zusammen mit Dudley Moore und John Gielgud wieder einen Film, der sowohl die Kritik überzeugte als auch über seine Kosten hinaus einen hohen Gewinn einbrachte. Arthur erzielte in den US-amerikanischen Kinos das vierthöchste Einspielergebnis aller Filme des Jahres 1981 und wurde von den Medien als Kino-Comeback für Minnelli angesehen. Ihre späteren Filmprojekte Rent-a-Cop (1987), Arthur 2 – On the Rocks (1988) und Stepping Out (1991) allerdings hinterließen beim Publikum wenig Eindruck und wurden von Kritikern entweder ignoriert oder überwiegend schlecht bewertet. Ähnlich verhielt es sich mit den meisten Fernsehfilmen, die Minnelli in den 1980er und 1990er Jahren drehte.
Nachdem Minnelli bereits im Januar 1974 mit einem preisgekrönten Konzertgastspiel an den Broadway zurückgekehrt war, übernahm sie im August und September 1975 für die erkrankte Gwen Verdon die Rolle der Roxie Hart in der Uraufführung des Musicals Chicago. Minnelli sagte, sie habe nie eine bessere Zeit erlebt. Chicago war ihre erste Mitwirkung in einem Broadway-Ensemblestück seit Flora the Red Menace 1965. Sie wollte nicht, dass ihr Name auf die Reklametafel gesetzt wurde, sodass nur ein Aufsteller ankündigte, dass Minnelli „bei der heutigen Vorstellung“ die Rolle der Roxie spiele. Auch Kritiker wurden nicht eingeladen, waren aber trotzdem interessiert und lobten sie für ihre Bühnenpräsenz, obschon sie nach Aussage von Kollegen „nicht perfekt gespielt“ haben soll.
Ihre Zusammenarbeit mit Martin Scorsese setzte Minnelli 1977 in dem neuen Broadway-Musical The Act fort. George Furth schrieb ihr die Rolle des 1960er-Jahre-Filmmusicalstars Michelle Craig auf den Leib, der sein Comeback als Nachtklubsängerin in Las Vegas plant. Wie Scott Schechter erklärt, sei The Act das einzige von Minnellis Musicals, das nie eine Wiederaufnahme in anderer Besetzung erlebt habe, weil es so sehr auf sie fixiert war. Außer Minnellis Leistung, die mit einem Tony Award belohnt wurde, wurden andere Aspekte der Produktion und Inszenierung wenig positiv rezensiert. So habe Scorseses Unerfahrenheit am Theater die Kosten für Kostüme und Kulissen unnötig erhöht und die Inszenierung sei zu sehr auf ihre Hauptdarstellerin zugeschnitten. Beim Publikum kam das Musical jedoch gut an und wurde bis zum 1. Juli 1978 insgesamt 233 Mal vor stets ausverkauftem Haus aufgeführt. Wie Der Spiegel urteilte, wollten die Menschen offenbar nicht das Musical, sondern Minnelli sehen, die fast alle Songs allein singe und ohne die The Act „wie ein angestochener Luftballon zusammenfalle“. Sie, die sich einst in Pookie als „subtile Charakterdarstellerin bewiesen“ habe, bewege sich hier „am Scheideweg zwischen Darstellungskunst und Show-Klamauk“: der „bis zur totalen Erschöpfung singende und tanzende Superstar“ werde durch das „karge Libretto“ in ein „zu enges Korsett“ gezwungen. Andere Kritiker befanden, The Act sei eher ein Konzert denn eine Theaterproduktion, lobten jedoch Minnelli, die beispielsweise vom New York Times Radio „fantastisch“ genannt wurde.

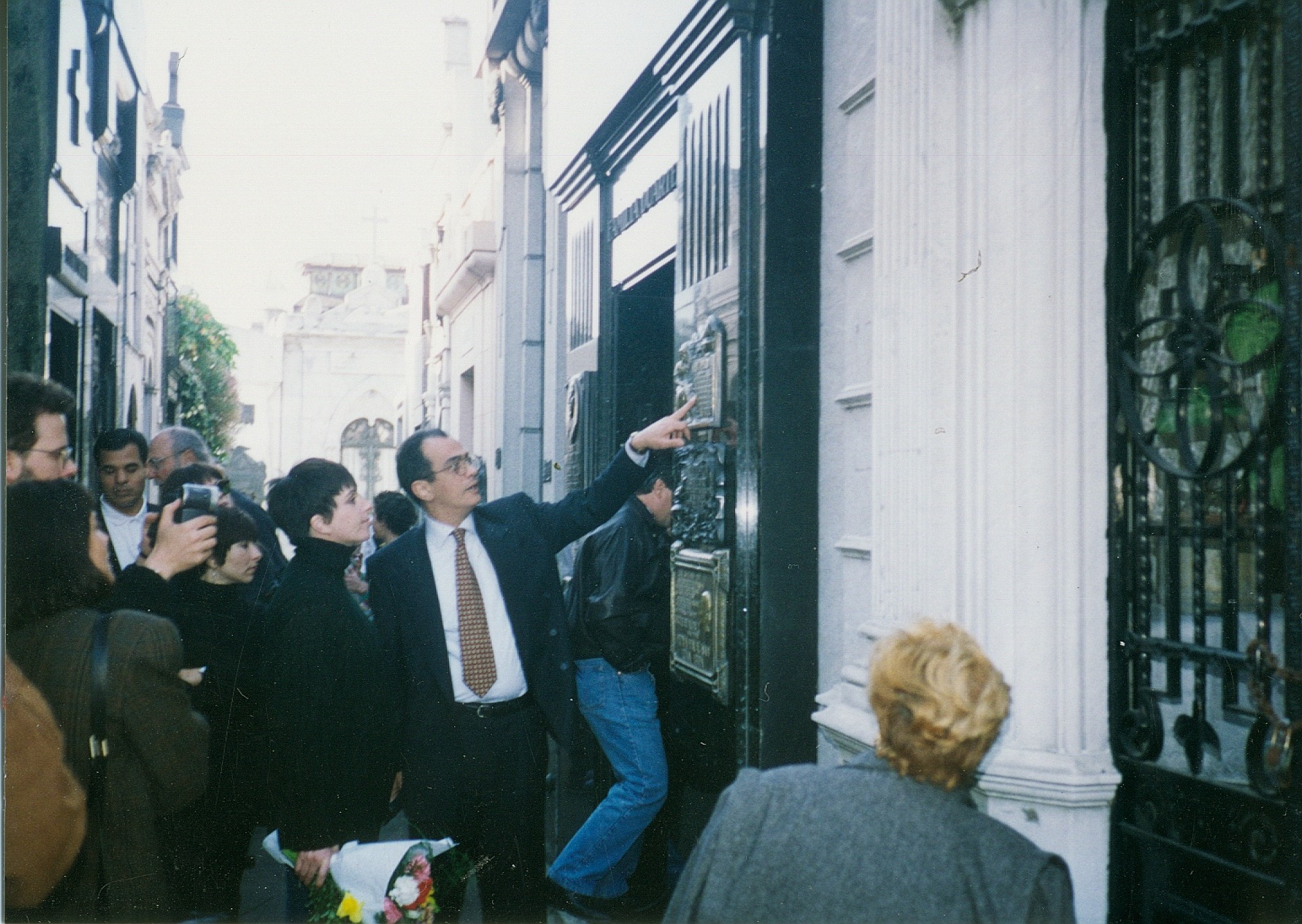
Liza Minnelli besucht das Mausoleum Eva Peróns in Recoleta, August 1993. Im Sommer 1982 war sie für die Hauptrolle in der Verfilmung des Musicals Evita im Gespräch gewesen.

Eine ausgedehnte Konzerttournee durch Nordamerika und Europa zwischen September 1978 und November 1979 brachte Minnelli hervorragende Kritiken ein. Im Rahmen der Tour hatte sie im September 1979 ein Gastspiel an der New Yorker Carnegie Hall mit elf Shows – das bis dahin längste Engagement eines Künstlers in diesem Haus. Biograf Schechter sieht die daraus hervorgegangene LP Liza Minnelli Live at Carnegie Hall als einen gesanglichen Höhepunkt in Minnellis Karriere. Die Meinungen zu ihren Auftritten in New York fielen begeistert aus. Variety gab an: „Minnelli ist eine lebhafte, dynamische, starke Entertainerin, fähig ein Publikum zu neuen Höhen der Anerkennung zu bewegen […]“ und zählte sie zu den „besten Künstlern unserer Zeit“. Eines ihrer letzten Tourkonzerte wurde in New Orleans als HBO-Special aufgezeichnet, das Minnelli erneut positive Rezensionen bescherte. Ein CBS-Special im Februar 1980 mit Goldie Hawn (Goldie and Liza Together) erfuhr gute Kritiken, erzielte aber keine hohen Einschaltquoten. Sehr erfolgreich hingegen erwies sich Baryshnikov on Broadway, ein mit vier Emmys prämiertes Special des russischen Ballett-Tänzers Mikhail Baryshnikov, in dem Minnelli eine „Reiseführerin“ durch die Musicalgeschichte des Broadway spielte.
Für ihre Hauptrolle in dem (wiederum von Fred Ebb und John Kander geschriebenen) Broadway-Musical The Rink, das am 9. Februar 1984 Premiere hatte und bis August über 200 Aufführungen erlebte, erntete Minnelli gemischte bis gute Kritiken, ebenso wie die Inszenierung selbst. Zusammen mit ihrer Chicago-Kollegin Chita Rivera spielte sie ein ungleiches Mutter-Tochter-Gespann: Minnelli war als rebellischer Ex-Hippie zu sehen, der sich mit seiner Mutter um den Verkauf einer heruntergekommenen Rollschuhbahn streitet. Minnelli verließ die Produktion im Juli wegen ihrer Entziehungskur im Betty Ford Center und wurde durch Stockard Channing ersetzt. Das Publikumsinteresse ließ daraufhin nach; wenige Wochen später wurde die Produktion eingestellt. Nach ihren Entziehungskuren absolvierte Minnelli von Juni bis November 1985 eine neue Konzertreise durch die Vereinigten Staaten, die Scott Schechter als ihr erstes wirkliches Comeback bezeichnet. Im Sommer unterbrach sie die Tournee zugunsten der Dreharbeiten zu dem NBC-Drama Ein kurzes Leben lang, das die wahre Geschichte der Mutter eines an Muskeldystrophie leidenden Kindes nachstellte. Minnellis schauspielerische Leistung wurde mit einem Golden Globe gewürdigt und von der Presse gelobt.

#### 1987–2001: Comeback und neue Musikprojekte

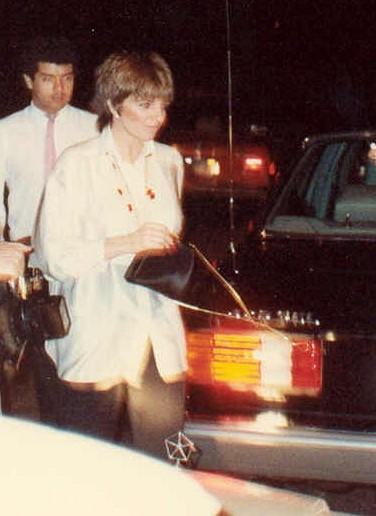
Liza Minnelli am Sunset Boulevard (1988)

Als ein künstlerischer Höhepunkt in Minnellis Karriere gilt ihr dreiwöchiges Gastspiel an der New Yorker Carnegie Hall im Mai und Juni 1987, das von den internationalen Medien als großes Comeback betrachtet wurde. Sie brach mit 17 ausverkauften Shows ihren eigenen Rekord von 1979 für die längste Konzertserie in der Geschichte des Hauses und bekam sehr gute Kritiken. Variety sprach von einer „triumphalen Rückkehr“ und Vanity Fair meinte, Minnelli sei „zurück an der Spitze“. Das Programm umfasste mehrere ihrer bekannten Musicalsongs von Ebb und Kander sowie andere Bühnenlieder und Jazzstandards; Minnelli wurde von einem 45-köpfigen Orchester begleitet. Das Album Liza Minnelli: At Carnegie Hall erreichte Platz 156 der Charts und wird von Scott Schechter als ihre beste Audio-Veröffentlichung aufgeführt. Es folgte eine Tournee durch die Vereinigten Staaten und Europa bis Dezember 1987.
Aufmerksamkeit erregte Minnelli 1987/88 als Sprecherin für Estée Lauders Männerparfüm Metropolis. In dieser Funktion trat sie in Verkaufsläden auf und drehte einen TV-Werbespot, für den sie den Kander/Ebb-Song City Lights (aus The Act) neu aufnahm. Ab September 1988 ging sie gemeinsam mit Frank Sinatra und Sammy Davis junior auf The Ultimate Event-Tournee durch die Vereinigten Staaten, Japan, Australien und Europa, aus der in einigen Ländern auch Fernsehspecials entstanden. Das Programm enthielt zahlreiche Jazzstandards; Davis eröffnete das Konzert, gefolgt von Minnelli, dann Sinatra und schließlich sangen alle drei abwechselnd gemeinsam und solo ein Medley ihrer eigenen Hits. Sinatra und Minnelli setzten die Tour nach Davis’ krankheitsbedingtem Ausstieg im März 1990 noch bis Juli fort. Während der Londoner Ultimate Event-Engagements im Frühling 1989 spielte Minnelli für EMI das elektronische Pop-Album Results ein, laut Schechter eine ihrer ungewöhnlichsten Aufnahmen. Sie wünschte sich einen durchschlagenden Musikerfolg und nahm über ihren damaligen Manager Gene Simmons Kontakt zu den Pet Shop Boys auf, die das Werk schrieben und produzierten. Die Kritiken zu dem Album fielen unterschiedlich aus. Die Lead-Single Losing My Mind war in Großbritannien ein Top-10-Hit und erreichte auch andere europäische Charts. Aufgrund ihres „fortwährenden besonderen Einflusses auf die Musikwelt“ wurde Minnelli 1989 der Grammy Legend Award zugesprochen.
Einen ihrer größten Erfolge feierte Minnelli mit ihrer Konzertserie im April und Mai 1991 in der Radio City Music Hall, an die sich eine neue Tournee durch die Vereinigten Staaten und Europa anschloss. Es war die kommerziell erfolgreichste Konzertreihe in der Music Hall seit 59 Jahren und machte Minnelli zur bestverdienenden Bühnenkünstlerin des Jahres noch vor den Rolling Stones. Die erste Hälfte des Programms bestritt sie solo mit bekannten Standards, der zweite Akt wurde von Sängerinnen und Tänzerinnen vom Broadway begleitet. Die Newsday nannte die Show einen „Triumph“. Im Januar und Februar 1992 kehrte Minnelli ins Haus zurück; aus diesem zweiten Engagement resultierte ein Live-Album (Liza Live from Radio City Music Hall), Minnellis meistverkaufte Audio-Veröffentlichung, und im Dezember wurde ein Konzertmitschnitt als Fernsehspecial unter demselben Titel ausgestrahlt. Im März 1996 erschien mit Gently ein neues Studioalbum, laut Schechter eines ihrer bekanntesten und profiliertesten Alben, „rauchig“, „jazzig“ und üppig orchestriert. Es erreichte Platz 156 in den Charts und wurde für einen Grammy nominiert. Zwischen 1991 und 1996 war Minnelli fast kontinuierlich auf Tour.
Für die an den Stimmbändern erkrankte Julie Andrews übernahm Minnelli im Januar 1997 die Titelrolle in dem Broadway-Musical Victor/Victoria. Ihre Darbietung wurde von den Medien gemischt bewertet, machte Victor/Victoria aber zur kommerziell erfolgreichsten Produktion des Monats. Nach Victor/Victoria musste sich Minnelli (ähnlich wie Andrews) einer Operation an den Stimmbändern unterziehen, nachdem schon für die letzten fünf mit Minnelli angekündigten Abende ihre Zweitbesetzung hatte einspringen müssen. Bedingt durch diese Operation hatte Minnelli 1997 und 1998 nur vereinzelte Konzertauftritte und investierte ihre Zeit in den Wiederaufbau ihrer Stimme, unterstützt von Trainern und Ärzten. Im Dezember 1999 trat sie mit ihrer Show Minnelli on Minnelli, einer Hommage an die Filmmusicals ihres Vaters, im Palace Theatre am Broadway auf. Eine nachfolgende Konzertreise musste sie kurz nach Ostern 2000 aus gesundheitlichen Gründen abbrechen; Minnellis eigentliche Absicht war eine dreijährige Welttournee mit diesem Programm gewesen. Sie nahm daraufhin ihre erste offizielle Auszeit seit ihrer letzten Entziehungskur 1985 und verbrachte einige Monate zur Erholung in Florida. Nach einem Zusammenbruch und der Enzephalitis-Diagnose im Oktober 2000 absolvierte Minnelli nur wenige öffentliche Auftritte.

#### Seit 2002:Liza’s Back;Arrested Development;Liza’s at The Palace....
Im Januar 2002 wurde ein neues Konzertprogramm unter dem Titel Liza’s Back mit entsprechender Tournee angekündigt, die im April in der Londoner Royal Albert Hall beginnen sollte, aber nicht verwirklicht wurde. Im Juni gab Minnelli vor ausverkauftem Haus im New Yorker Beacon Theatre ein einwöchiges Konzertgastspiel. Produzent war Minnellis damaliger vierter Ehemann David Gest. Im Oktober 2002 veröffentlichte sie ein gleichnamiges Live-Album, das auf Mitschnitten aus dem Beacon Theatre basiert. Biograf Schechter bezeichnet Minnelli als „die weltweit am meisten besprochene und beschriebene Berühmtheit“ des Frühlings 2002. Die Kritiken zu ihren Konzertauftritten und ihrem Album fielen begeistert aus. Seither hat sie regelmäßig mit Tourneen in Amerika und Europa gastiert; 2006, 2008 und 2009 war Minnelli bei mehreren Konzerten auch in Deutschland zu sehen. Seit dem Tod ihres langjährigen Schlagzeugers und Dirigenten Bill LaVorgna (1933–2007) leitet der Schlagzeuger Michael Berkowitz das Orchester bei ihren Auftritten.
Nachdem schon ihre Hochzeit im Fernsehen ausgestrahlt und vielfach in den Medien zitiert worden war, planten Minnelli und Gest eine gemeinsame Reality-Show (Liza and David) für den Sender VH-1 nach dem Vorbild der Doku-Soap The Osbournes. Nach mehreren Drehtagen kündigte der Sender das Projekt aufgrund „fehlender Kooperation“ auf. Von 2003 bis 2005 verkörperte Minnelli auf dem Sender FOX die Lucille Austero in zehn Folgen der Sitcom Arrested Development, eine wiederkehrende Gastrolle, die ihr hervorragende Presse bescherte und die sie anlässlich der Wiederaufnahme auf dem Video-on-Demand-Anbieter Netflix 2013 erneut spielte.
Mit Liza’s at The Palace.... am New Yorker Palace Theatre kehrte Minnelli vom 3. Dezember 2008 bis zum 4. Januar 2009 wieder mit einem Konzertprogramm an den Broadway zurück. Teile der zunächst nur auf zwei Wochen terminierten Show waren ihrer 1998 verstorbenen Patentante Kay Thompson gewidmet. Anfang Februar 2009 erschien das dazugehörige Show-Cast-Album, wofür Minnelli eine Grammy-Nominierung erhielt. Die Produktion wurde im Juni 2009 mit einem Tony Award ausgezeichnet. Im Sommer und Herbst 2009 präsentierte Minnelli ihr neues Programm bei fünf Konzerten in Deutschland sowie in Amsterdam, Paris und Australien, wofür sie von der Presse überwiegend wohlwollende Kritiken erntete. Am 21. September 2010 veröffentlichte Minnelli bei Decca Records ihr Studioalbum Confessions, auf dem sie hauptsächlich von ihrem Pianisten Billy Stritch, streckenweise auch von einer Rhythmusgruppe begleitet wurde und 14 Standards des Great American Songbook im Jazzballadenstil interpretierte, darunter Lieder der Komponisten Burton Lane, Frank Loesser, Arthur Schwartz und Ray Noble. Im Oktober 2011 trat Minnelli beim Musikfestival AVO Session in Basel auf; das Konzert wurde für eine Fernsehausstrahlung aufgezeichnet.
In den 2010er Jahren reduzierte Minnelli ihr Arbeitspensum und ihre Präsenz in der Öffentlichkeit und konzentrierte sich auf kleinere, teilweise retrospektive Bühnenprogramme, beispielsweise 2012 mit Alan Cumming und 2018 mit Michael Feinstein, der zu ihrem persönlichen und musikalischen Begleiter geworden ist. Im Frühling und Sommer 2018 erregte sie Aufmerksamkeit, als sie zahlreiche Wertgegenstände aus ihrem Familienbesitz versteigern ließ. Bei der Oscarverleihung 2022 hatte sie einen ihrer mittlerweile seltenen öffentlichen Auftritte und überreichte, im Rollstuhl sitzend, gemeinsam mit Lady Gaga den Oscar für den Besten Film.

## Wirkung und Rezeption

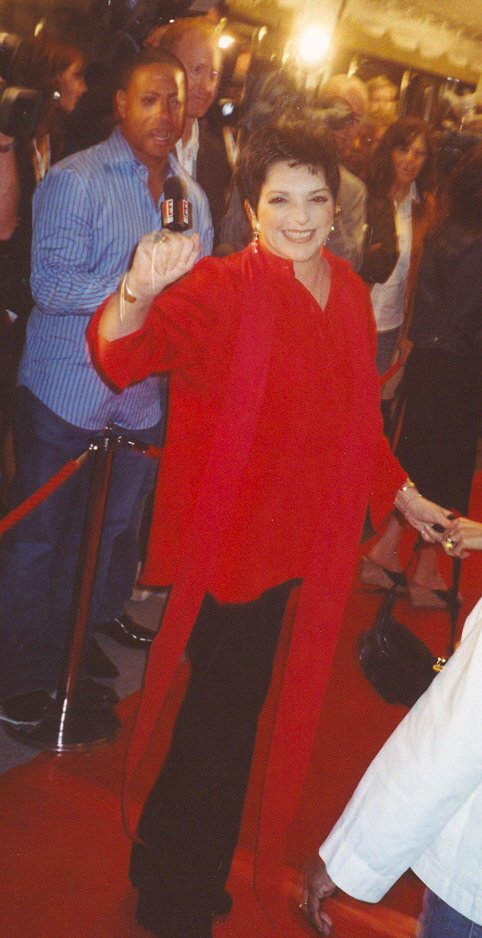
Premiere des Films Elizabethtown beim Toronto International Film Festival (2005)

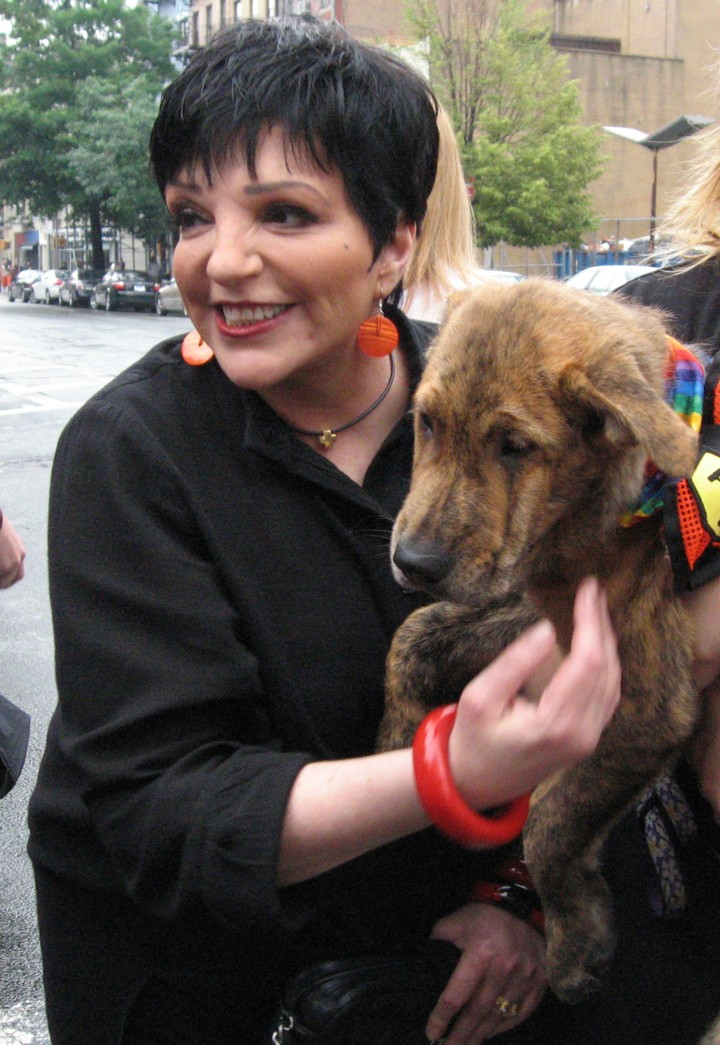
Liza Minnelli als Jurorin in einer Hundeshow (2006)

### Äußeres Erscheinungsbild
Seit Cabaret sind Minnellis dunkle Haare, ihre ebenso dunklen, großen Augen und ihre künstlichen Wimpern ihre Markenzeichen. Dieser an die Figur der Sally Bowles angelehnte 1930er-Jahre-Stil wurde wesentlich durch Regisseur Bob Fosse sowie seiner Frau, der Schauspielerin Gwen Verdon, und von ihrem Vater Vincente Minnelli beeinflusst. Ihr modisches Auftreten war speziell in den 1970er Jahren von Halston geprägt, der auch für Jacqueline Kennedy, Bianca Jagger, Anjelica Huston, Lauren Bacall und Elizabeth Taylor designte; auch Bob Mackie wird als ein wichtiger Designer genannt. Halston und Mackie entwarfen zahlreiche Pailletten-Kostüme für Minnellis öffentliche Auftritte und Bühnenshows.
Vor Cabaret hatte Minnelli ihre Haare bis Anfang der 1960er Jahre noch lang getragen, dann halblang und 1966 kurz schneiden lassen. Seitdem variierte sie diesen Stil immer wieder neu; Mitte der 1980er Jahre trug sie kurzzeitig blond. Minnellis „Koboldfrisur“, ihre intensiven, üppigen Wimpern und Augenbrauen und ihre Pailletten-Ensembles haben sich nach Schechters Worten zu einem typischen „Liza Look“ zusammengefügt. Für den Fernsehsender HSN entwarf Minnelli ihre eigene Liza Collection, die im Juni 2010 auf dem Markt erschien.

### Bühnenpersönlichkeit
Fred Ebb konstruierte für Minnelli die Showbusiness-Identität einer werdenden Legende, die von der Reputation ihrer Eltern umhüllt ist und ihr gleichzeitig entfliehen will. Diese Identität entwickelte sich durch Cabaret und Liza with a ‘Z’ zu einem feststehenden, selbstreferenziellen Klischee und zu einem Anachronismus. Mithilfe des Liedmaterials von Kander und Ebb stilisierte sich Minnelli zur Überlebenskünstlerin. Songs wie Theme from New York, New York, Cabaret oder Maybe This Time sind übertriebene Überlebenshymnen, die die weibliche Bruststimme zunehmend nach oben treiben und dabei die Sängerin zu einer verschärften stimmlichen Körperlichkeit zwingen. Der zur Interpretation solcher Lieder notwendige Gesang ist ein Akt der Selbstbestimmung. Durch die buchstäbliche Überwindung der körperlichen Herausforderung dieser Nummern drückt die Künstlerin ihren Überlebenswillen aus. Minnelli hat letztendlich ihre gesamte Karriere auf dieser Art der Darbietung gebaut.
Laut Musikwissenschaftler James Leve lebte Ebb durch Minnelli seine tiefsten Wünsche und seine eigene Starruhm-Fantasie aus. Diese Symbiose, die Leve mit dem Mythos von Pygmalion und Galatea vergleicht, erfüllte beiderseits das unersättliche Bedürfnis nach Beifall. Ebb formte die Legende von Minnelli als einzigartigen Zusammenfluss von Talent und Biografie, Ausdauer und Einsturz. Seine Texte, Bühnen- und Fernsehprogramme erschufen eine glamouröse Bühnenpersönlichkeit, deren beschwörender Ton während der Unterhaltung mit dem Publikum allgegenwärtig ist.

### Rollenwahl im Film
Minnelli wuchs unter den Filmleuten des Hollywoodstudios Metro-Goldwyn-Mayer auf und hatte als kleines Kind ihren ersten Leinwandauftritt für wenige Sekunden in einem MGM-Film (ohne Text und ohne Bezahlung). Zu einer Kinderdarstellerin entwickelte sie sich aber nicht. Auch mit ihren ersten Filmrollen als über 20-Jährige umging sie das mögliche Rollenklischee im Sinne von „Dorothys Tochter“. („Dorothy“ ist die 1939 von der jugendlichen Judy Garland verkörperte Hauptfigur in dem Filmmusicalklassiker Der Zauberer von Oz.) So lehnte sie mehrere Angebote des Filmstudios Disney für heitere Musicals ab und wollte früh ihre dramatischen Fähigkeiten außerhalb des musikalischen Faches beweisen. Ursprünglich verkörperte sie als linkisches Mädchen einen Gegenpol zum herkömmlichen Starglamour. Ihre ersten drei Filme Ein erfolgreicher Blindgänger, Pookie und Tell Me That You Love Me, Junie Moon zeigten sie in den Rollen liebenswerter Außenseiter, die die Jugend der 1960er Jahre und den Generationenkonflikt repräsentierten und auch das Thema der Gegenkultur anklingen ließen. Die Öffentlichkeit nahm diese junge Liza Minnelli als spleeniges Mädchen wahr, das in eleganten Restaurants aufschlug und ausgebeulte Sweatshirts und Jeans trug.
Zu dieser Zeit galt Minnelli als jugendliche Rebellin. Der Auftritt einer solchen Rebellin in dem Film Cabaret, der Themen wie Bisexualität und Dekadenz behandelte, verhalf ihr zum Status einer Ikone in den frühen Jahren der Schwulenbewegung. Cabaret stellte einen Wendepunkt dar. Minnelli verwandelte sich als Sally Bowles auf der Leinwand in einen Vamp und erschuf somit einen starken Kontrast zu dem Mädchen von nebenan, das ihre Mutter stets verkörpert hatte. Danach spielte sie in den 1970er Jahren in drei Unterhaltungsfilmen die Hauptrollen, die nur noch verwaschenen Verzerrungen einer Sally Bowles glichen. Diese Produktionen waren in künstlerischer und/oder kommerzieller Hinsicht ein Misserfolg und beendeten Minnellis Karriere als beachtenswerte Filmschauspielerin. Wie Leigh ausführt, vermochte es Minnelli nie, selbst Filmprojekte für sich als Star zu kaufen oder ihre eigene Regisseurin zu sein.

### Publikum, Anhängerschaft und Wegbegleiter
Mit ihren Auftritten in mehreren Film- und Bühnenmusicals erregte Minnelli bei Genreliebhabern Aufmerksamkeit. Im Gefolge von Cabaret ist Minnellis Stil als Sally Bowles von zahlreichen Travestiekünstlern kopiert worden. Ähnlich wie ihre Mutter genießt Minnelli Verehrung in der Schwulenszene aufgrund ihrer Filmrollen, durch ihre allgemein bekannten Freundschaften zu bi- und homosexuellen Künstlern wie Peter Allen, Andy Warhol und Roy Halston Frowick, aber auch für ihr soziales Engagement in Sachen AIDS. 20 Jahre lang unterstützte sie im Vorstand die Organisation IAHP (The Institutes for the Achievement of Human Potential) und engagierte sich außerdem für die AmfAR (The American Foundation for AIDS Research). Im November 1993 veröffentlichte Minnelli die Single The Day After That, eine Neuinterpretation aus dem Kander/Ebb-Musical Kuss der Spinnenfrau, die sie anlässlich des Welt-AIDS-Tages auf Englisch, Spanisch und Französisch einspielte. Teile der Erlöse von Single und Musikvideo kamen der AmfAR zugute.
Von Dezember 1964 bis Frühjahr 1997 existierte der offizielle Fanclub Limelight on Liza. Er wurde zunächst bis 1976 von Nancy Barr als Clubpräsidentin geführt, danach von Suzan Meyer. Seit Auflösung des Clubs hat sich das Internet zum größten Sammelpunkt für Fans entwickelt. Im Mai 1998 wurde die E-Mail-Gruppe love_liza gegründet, der seitdem größte Chat über Minnelli. Im Februar 2003 entstand TheLizaMinnelliFanClub und bietet ebenso ausführliche Übersichten und Updates zu Minnellis Schaffen. Zu Minnellis langjährigen Anhängern in der Fachpresse zählen die Journalisten Clive Barnes, Robert Osborne und Liz Smith.
Musikalische Begleiter waren außer Peter Matz, Aznavour, Ebb und Kander auch Marvin Hamlisch, der in den 1960er Jahren die Liedauswahl ihrer ersten Soloauftritte unterstützte; Ende der 1960er Jahre Peter Allen, der ihr bei ihrer Stimmentwicklung, Verhandlungen mit Agenturen und der Gestaltung ihrer Bühnenprogramme half; um 1970 der Pop-/Rockmusiker Rex Kramer mit seiner Musikgruppe Bojangles; ab 1976 Bill LaVorgna, Schlagzeuger und Dirigent ihrer Band; seit Anfang der 1990er Jahre Pianist Billy Stritch, der auch mehrere ihrer Alben mitproduziert hat; Ende der 2000er Jahre Johnny Rodgers; und seit Mitte der 2010er Jahre Michael Feinstein. Bei Martha Graham nahm Minnelli Tanzunterricht; über Jahrzehnte fungierte der Jazztänzer Eugene Louis „Luigi“ Faccuito bis zu seinem Tod 2015 als ihr Trainer. Ihren Gesangsunterricht hat Angela Bacari gestaltet. Designer Joe Eula kreierte 1970 ein erstes „Liza–Logo“ und hat seitdem Illustrationen für die meisten von Minnellis Konzertprogrammen und Albencovern vorgenommen.

### Image und kulturelle Bedeutung
Minnelli ist laut ihrem Biografen, Scott Schechter, „berühmt geboren“ und könnte Wendy Leigh zufolge „nie ohne das Showbusiness leben“. Schechter führt Minnellis Herkunft als Grund dafür an, dass die Medien mehr Augenmerk auf ihr Privatleben, etwa Gesundheitsprobleme, als auf ihre Arbeit legten. Ihr „Leben in den Klatschspalten und Boulevardzeitungen“ hat in den Augen des Hollywood Reporter-Kolumnisten Robert Osborne „[ihre Arbeit] trauriger und unfairer Weise überschattet“. Fred Astaire äußerte sich in dem Film Das gibt’s nie wieder – That’s Entertainment im Jahr 1974: „Wenn Hollywood eine Monarchie wäre, würde Liza unsere Kronprinzessin sein.“ Die Medien dachten Minnelli in den 1970er Jahren die Rolle der Erbin einer vermeintlichen Hollywood-Dynastie zu und erzeugten somit eine Spannung zwischen Minnellis Stolz auf ihr Vermächtnis und ihrem Wunsch, eine verschiedene, individuelle Identität zu entwickeln. Ihr Streben nach einer solchen von ihrem familiären Erbe getrennten Identität verschaltete sich mit ihrer Distanz zum traditionellen Starglamour. Nach Leigh „scheint Hollywoods Prinzessin weitaus mehr vom Broadway geliebt zu werden als von der Traumfabrik ihrer Geburtsstadt. Die Kamera hat Liza nie uneingeschränkt geliebt, und sie hat sich nicht ein für allemal als Filmstar durchsetzen können.“
Minnellis Karriere ist von ihrer Arbeit als Konzertsängerin und Live-Entertainerin geprägt, weniger von Film- und Musikproduktionen. Seit 1965 hat Minnelli fast jedes Jahr weltweit Konzerte gegeben. Sie gilt als Interpretin des Great American Songbook, näherte sich aber mit mehreren Aufnahmen der zeitgenössischen Popmusik an. So nahm sie in den 1960er und 1970er Jahren viele Hits bekannter Singer-Songwriter neu auf und stellte 1989 mit Results ein modernes Pop-Album vor. Die Alben Gently (1996) und Confessions (2010) hingegen zeigen Minnelli als Sängerin alter Jazzballaden. Leigh beklagt, Minnelli sei laut Kritikern „zu sehr an die Vergangenheit gebunden“ und „an die halbautobiografischen Songs von Kander und Ebb“; „musikalisch nicht modern genug […], um in der Hitparade zu landen“. In Frankreich erhielt sie in Anlehnung an Édith Piaf den Spitznamen „la petite Piaf américaine“.
Sich selbst hält Minnelli nicht für eine gute Sängerin, eher für eine „Schauspielerin in der Musik“, die ihre Songs darstellen will. Eigener Aussage zufolge wurde sie in dieser Hinsicht von ihrem persönlichen Freund und früherem Mentor Charles Aznavour gefördert, der ihr verschiedene Nuancen in der Phrasierung beibrachte und ihr im Laufe der Jahre mehrere Chansons schrieb, darunter There Is a Time (1966) und Sailor Boys (1988). Minnellis Leistung als Live-Künstlerin zeichnet sich außer durch ihr energisches Auftreten durch ihren Willen aus, ihr Publikum zu bewegen, ihm Gefühle zu vermitteln und dadurch in einen Dialog zu treten – „das ist die beste Art von Tennis, die ich kenne“, sagt sie. Beeindruckt von dieser emotionalen Bindung zum Publikum zeigte sich Meryl Streep, als sie Minnelli in dem Musical The Act sah, und Freddie Mercury nannte Minnelli eine stilistische Inspiration. Auch Madonna, Lady Gaga und Kylie Minogue haben sich von Minnelli musikalisch oder für ihre Bühnen-Outfits inspirieren lassen.

## Filmografie
Minnelli drehte Kino- und Fernsehfilme, moderierte verschiedene Sendungen, war in Specials einer von mehreren Co-Stars oder trat als Gaststar in Serien auf.
Kinofilme
- 1949: Damals im Sommer (In the Good Old Summertime)
- 1952: Screen Snap Shots 5854: Young Hollywood (Kurzfilm)
- 1967: Ein erfolgreicher Blindgänger (Charlie Bubbles)
- 1969: Pookie (The Sterile Cuckoo)
- 1970: Tell Me That You Love Me, Junie Moon
- 1972: Cabaret
- 1974: Journey Back to Oz (Stimme)
- 1974: Das gibt’s nie wieder (That’s Entertainment!, Co-Präsentatorin)
- 1975: Abenteurer auf der Lucky Lady (Lucky Lady)
- 1976: Nina – Nur eine Frage der Zeit (A Matter of Time)
- 1976: Mel Brooks’ letzte Verrücktheit: Silent Movie (Silent Movie, Cameo-Auftritt)
- 1977: New York, New York
- 1981: Arthur – Kein Kind von Traurigkeit (Arthur)
- 1983: The King of Comedy (Cameo-Auftritt)
- 1984: Die Muppets erobern Manhattan (The Muppets Take Manhattan, Cameo-Auftritt)
- 1985: That’s Dancing! (Co-Präsentatorin)
- 1987: Rent-a-Cop
- 1988: Arthur 2 – On the Rocks (Arthur 2: On the Rocks)
- 1991: Stepping Out
- 1994: A Century of Cinema (Co-Präsentatorin)
- 1994: Unzipped (Cameo-Auftritt, ungenannt)
- 2006: The OH in Ohio
- 2010: Sex and the City 2 (Cameo-Auftritt)

Fernsehfilme und Fernsehserien als Schauspielerin
- 1964: Mr. Broadway (Fernsehserie, Folge 1x05 A Nightingale for Sale)
- 1965: The Dangerous Christmas of Red Riding Hood
- 1968: That’s Life (Fernsehserie, Folge 1x12 Twas the Night Before Christmas)
- 1984: Große Märchen mit großen Stars (Faerie Tale Theatre, Fernsehserie, Folge 3x02 The Princess and the Pea)
- 1985: Ein kurzes Leben lang (A Time to Live)
- 1988: Sam Found Out: A Triple Play
- 1994: Tödliches Klassentreffen (Parallel Lives)
- 1995: The West Side Rhythm (The West Side Waltz)
- 1999: Jackie’s Back! (Cameo-Auftritt)
- 2003–2013: Arrested Development (Fernsehserie, 21 Folgen)
- 2006: Criminal Intent – Verbrechen im Visier (Law & Order: Criminal Intent, Fernsehserie, Folge 6x06 Masquerade)
- 2009: Drop Dead Diva (Fernsehserie, Folge 1x10 Make Me a Match)

Minnelli trat auch in weiteren Serienformaten auf, allerdings nicht in einer Schauspielrolle, sondern als sie selbst, beispielsweise in der Serie Smash 2013.
Fernsehspecials
- 1964: Judy and Liza at the Palladium (mit Judy Garland)
- 1966: Liza Minnelli at the Olympia, Paris (International Festival of Variety Shows)[142]
- 1967: Liza[143]
- 1969: Liza Minnelli Live at the Olympia in Paris
- 1970: Liza
- 1972: Liza with a ‘Z’. A Concert for Television
- 1974: Love from A to Z (mit Charles Aznavour)
- 1980: Goldie and Liza Together (mit Goldie Hawn)
- 1980: An Evening with Liza Minnelli
- 1986: Liza in London
- 1987: Minnelli on Minnelli: Liza Remembers Vincente (Dokumentation)
- 1989: Frank, Liza & Sammy: The Ultimate Event (mit Frank Sinatra, Sammy Davis junior)
- 1992: Liza Live from Radio City Music Hall
- 1993: Liza & Friends: A Tribute to Sammy Davis junior (mit Charles Aznavour, Tom Jones, Jerry Lewis, Lorna Luft, Donald O’Connor, Cliff Richard)
- 1993: Liza Minnelli in Argentina
- 1995: Liza Live in Japan
- 1995: Liza Minnelli in Chile
- 1997: Liza Minnelli in Moscow
- 2002: Liza and David’s Wedding (mit David Gest)
- 2009: Liza’s at The Palace....
- 2011: Liza Minnelli at AVO Session

In manchen Specials, darunter Baryshnikov on Broadway (1980), hatte Minnelli zwar größere Auftritte, war aber kein gleichberechtigter Co-Star.

## Theatrografie
Broadway

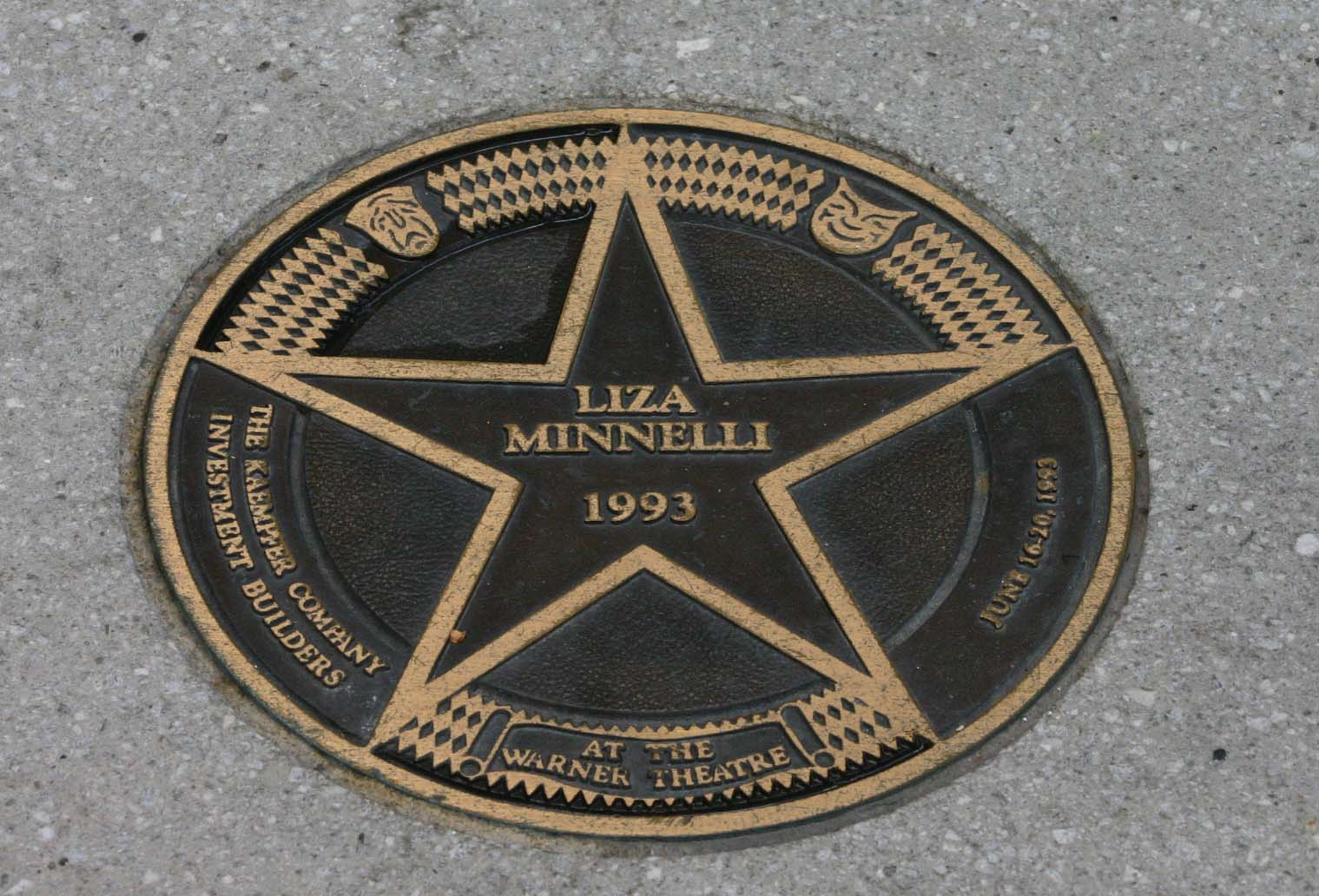
Liza Minnellis Stern vor dem Warner Theatre in Washington, D.C.

- 1965: Flora the Red Menace (Alvin Theatre, 11. Mai bis 24. Juli)
- 1974: Liza (Winter Garden Theatre, 6. Januar bis 26. Januar; Konzertreihe)
- 1974: Jule’s Friends at The Palace (Palace Theatre, 19. Mai; Benefizgala)
- 1975: Chicago (St. James Theatre, 8. August bis 13. September; Vertretung von Gwen Verdon)
- 1977–1978: The Act (Majestic Theatre, 29. Oktober 1977 bis 1. Juli 1978)
- 1984: The Rink (Martin Beck Theatre [heute: Al Hirschfeld Theatre], 9. Februar bis 4. August; Minnelli verließ die Produktion am 13. Juli)
- 1997: Victor/Victoria (Marquis Theatre, 5. Januar bis 2. Februar;[144] Vertretung von Julie Andrews)
- 1999–2000: Minnelli on Minnelli: Live at The Palace (Palace Theatre, 8. Dezember 1999 bis 2. Januar 2000; Konzertreihe)
- 2002: Liza’s Back (Beacon Theatre, 2. Juni bis 8. Juni; Konzertreihe)
- 2008–2009: Liza’s at The Palace.... (Palace Theatre, 3. Dezember 2008 bis 4. Januar 2009; Konzertreihe)

Off-Broadway
- 1963: Best Foot Forward (Stage 73 Theatre, 2. April bis 14. Oktober; Minnelli verließ die Produktion im September)
- 1979: Are You Now or Have You Ever Been? (Promenade Theatre, 9. Januar bis 29. Januar)

Weitere Auftritte
- 1961: Wish You Were Here (Cape Cod Melody Top Theatre Hyannis, Sommer)
- 1961: Flower Drum Song (Cape Cod Melody Top Theatre Hyannis, Sommer)
- 1961: Take Me Along (Cape Cod Melody Top Theatre Hyannis, 23. August)
- 1961–1962: The Diary of Anne Frank (Scarsdale, New York, 8. und 9. Dezember 1961; Jerusalem, Athen, Rom, Amsterdam, Juli bis August 1962)
- 1964: Carnival! (Mineola Playhouse Long Island, Paper Mill Playhouse Millburn und ein weiteres Theater, 28. Januar bis 22. März)
- 1964: Time Out for Ginger (Bucks County Playhouse, New Hope, Pennsylvania, Premiere am 1. Juni)
- 1964: The Fantasticks (Westport Country Playhouse Connecticut, Tappan Zee Playhouse Nyack, Coconut Grove Playhouse Miami, Ontario, Mineola Playhouse Long Island, 6. Juli bis Oktober)
- 1966: The Pajama Game (Westbury Music Fair Long Island, Valley Forge Music Fair Devon, Camden County Music Fair, Storrotown Music Fair Springfield, August bis September)
- 1978–1980: The Owl and the Pussycat (Lincoln Center New York City, 26. Juni 1978 und 22. April bis 3. Mai 1980; Royal Opera House London 23. Juli bis 4. August 1979; Kooperation mit der Martha Graham Dance Company)
- 1983: By Myself (Universal Amphitheater Los Angeles, 7. April bis 10. April; Apollo Theater London, 16. Mai bis 8. Juni; Konzertreihe)
- 1994: Love Letters (Coconut Grove Playhouse Miami, 18. April; Benefizveranstaltung)

## Diskografie
Alben

| Jahr | Titel Musiklabel                       | Höchstplatzierung, Gesamtwochen, AuszeichnungChartplatzierungen (Jahr, Titel, Musiklabel, Platzierungen, Wochen, Auszeichnungen, Anmerkungen) | Höchstplatzierung, Gesamtwochen, AuszeichnungChartplatzierungen (Jahr, Titel, Musiklabel, Platzierungen, Wochen, Auszeichnungen, Anmerkungen) | Höchstplatzierung, Gesamtwochen, AuszeichnungChartplatzierungen (Jahr, Titel, Musiklabel, Platzierungen, Wochen, Auszeichnungen, Anmerkungen) | Höchstplatzierung, Gesamtwochen, AuszeichnungChartplatzierungen (Jahr, Titel, Musiklabel, Platzierungen, Wochen, Auszeichnungen, Anmerkungen) | Anmerkungen                                                  |
| Jahr | Titel Musiklabel                       | DE | AT | UK | US | Anmerkungen                                                  |
| ---- | -------------------------------------- | --- | --- | --- | --- | ------------------------------------------------------------ |
| 1964 | Liza! Liza! Capitol Records (ST)       | — | — | — | US115 (8 Wo.)US | Erstveröffentlichung: 12. Oktober 1964 Verkäufe: + 500.000   |
| 1965 | It Amazes Me Capitol Records (ST)      | — | — | — | — | Erstveröffentlichung: 10. Mai 1965                           |
| 1966 | There Is a Time Capitol Records (ST)   | — | — | — | — | Erstveröffentlichung: 21. November 1966                      |
| 1968 | Liza Minnelli A&M Records (AML)        | — | — | — | — | Erstveröffentlichung: 9. Februar 1968                        |
| 1969 | Come Saturday Morning A&M Records (SP) | — | — | — | — | Erstveröffentlichung: 26. Januar 1969                        |
| 1970 | New Feelin’ A&M Records (SP)           | — | — | — | US158 (3 Wo.)US | Erstveröffentlichung: 19. Oktober 1970                       |
| 1973 | The Singer Columbia Records (CBS)      | — | — | UK45 (1 Wo.)UK | US38 (20 Wo.)US | Erstveröffentlichung: 1. März 1973                           |
| 1977 | Tropical Nights Columbia Records (CBS) | — | — | — | — | Erstveröffentlichung: 15. August 1977                        |
| 1989 | Results Epic Records (Sony)            | DE47 (11 Wo.)DE | — | UK6 Gold · (10 Wo.)UK | US128 (10 Wo.)US | Erstveröffentlichung: 12. September 1989 Verkäufe: + 150.000 |
| 1996 | Gently Angel Records (EMI)             | — | — | UK58 (2 Wo.)UK | US156 (1 Wo.)US | Erstveröffentlichung: 19. März 1996 Verkäufe: + 100.000      |
| 2010 | Confessions Decca Records (DMG)        | — | — | — | — | Erstveröffentlichung: 21. September 2010                     |

grau schraffiert: keine Chartdaten aus diesem Jahr verfügbar

## Konzerttourneen (Auswahl)
Wie aus Scott Schechters The Liza Minnelli Scrapbook (2004) hervorgeht, standen viele von Minnellis Konzertreisen unter keinem konkreten Programmtitel. Zwischen den Tourneen ergaben sich außerdem mehrmals längere Gastspiele an einem Ort, meistens in Las Vegas.
- September 1965 bis Dezember 1967: Tour mit ihrem ersten Nachtklub-Programm durch die USA, Kanada, Australien, Hawaii, Rom, Monaco; teilweise begleitet von Peter Allen. Bis 1971 folgen weitere Auftritte in den USA, Kanada und Puerto Rico mit Abwandlungen dieses Programms; teilweise begleitet vom Popmusiker Rex Kramer und seiner texanischen Band The Bojangles.
- Oktober 1972 bis April 1973: Neues Konzertprogramm in den USA.
- Mai bis Dezember 1973: Liza with a ‘Z’-Tournee in London und den USA.
- Januar 1974 bis Februar 1975: Eine Tournee durch die USA, Südamerika, Kanada und Europa schließt sich an Minnellis Broadway-Show Liza an.
- September 1978 bis November 1979: Tournee mit einem zwei-aktigen Programm mit Stationen in den USA, Rio de Janeiro und Europa.
- März bis November 1981: Tour durch die USA, Australien und Japan; zunächst mit Joel Grey als Eröffnungskünstler.
- Oktober bis Dezember 1982: Tour durch Südafrika, Italien, Paris, die USA und Kanada mit einem ähnlichen Programm wie 1978/79.
- Juni bis Dezember 1985: US-Tour mit neuem Programm.
- Mai, Juni und September 1986: An ihr Liza in London-Programm schließt sich eine US-Tournee an.
- August bis Dezember 1987: Auf Minnellis erfolgreiche Konzertreihe in der New Yorker Carnegie Hall folgt eine Tournee durch die USA und Europa.
- September 1988 bis Juli 1990: The Ultimate Event-Welttournee mit Frank Sinatra und Sammy Davis junior. Davis steigt im März 1990 aus gesundheitlichen Gründen aus.
- November 1989 und Februar 1990: Promo-Tournee für Results durch Europa.
- Juni bis Dezember 1991: Liza Stepping Out-Tournee durch die USA und Europa zwischen ihren Gastspielen in der Radio City Music Hall. Bis zum Dezember 1996 absolviert Minnelli weltweit Konzerte. Im Sommer 1996 unternimmt sie eine Konzertreise gemeinsam mit Dudley Moore anlässlich des 15. Jubiläums von Arthur.
- März und April 2000: Minnelli on Minnelli-Tour durch die USA.
- Februar 2003: US-Tournee.

## Auszeichnungen
Die folgende Liste der Preise und Nominierungen folgt den offiziellen Jahreszählungen und Kategoriebezeichnungen der preisverleihenden Institutionen.
Academy Awards

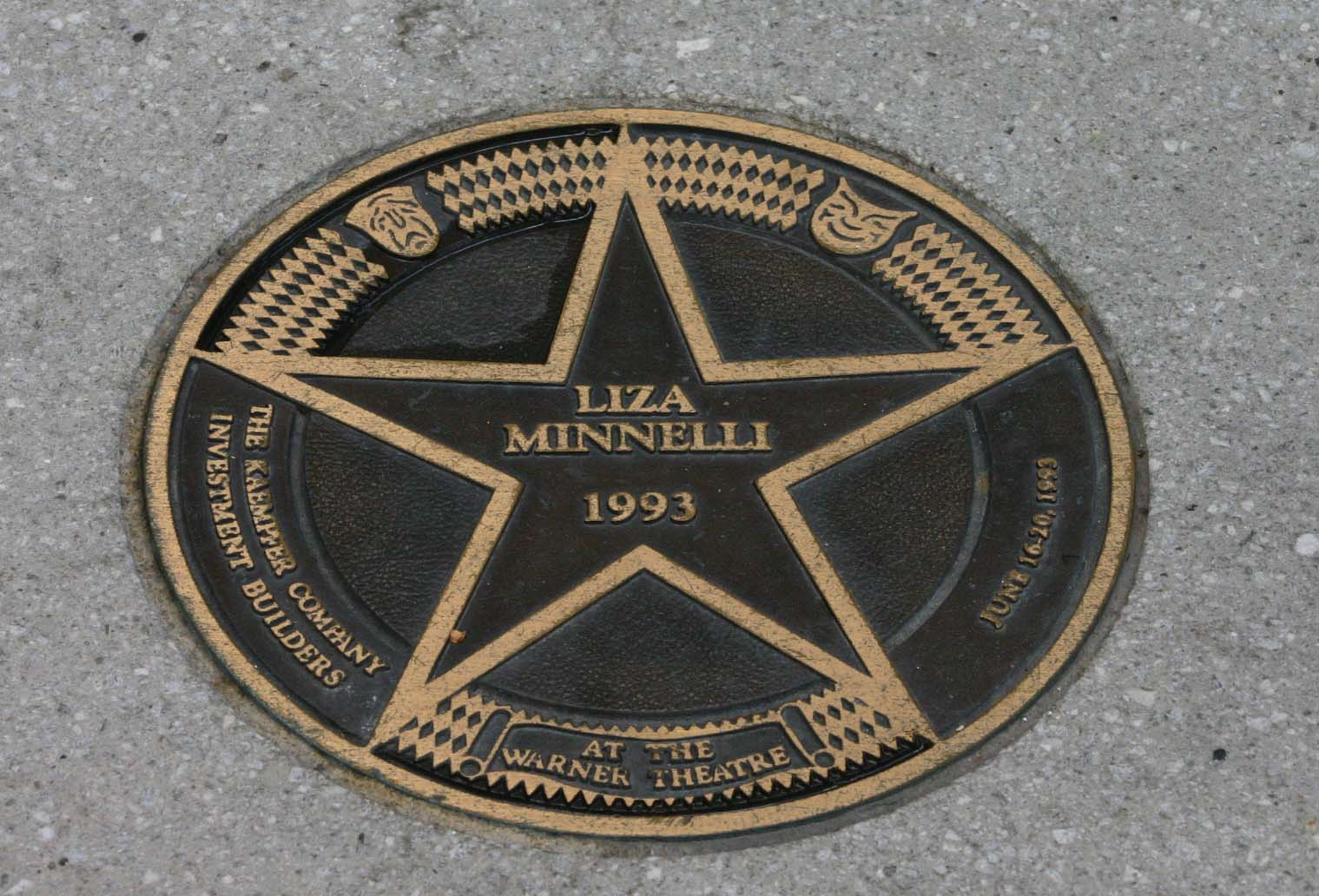
Liza Minnelli Stern, Warner Theatre, 1993

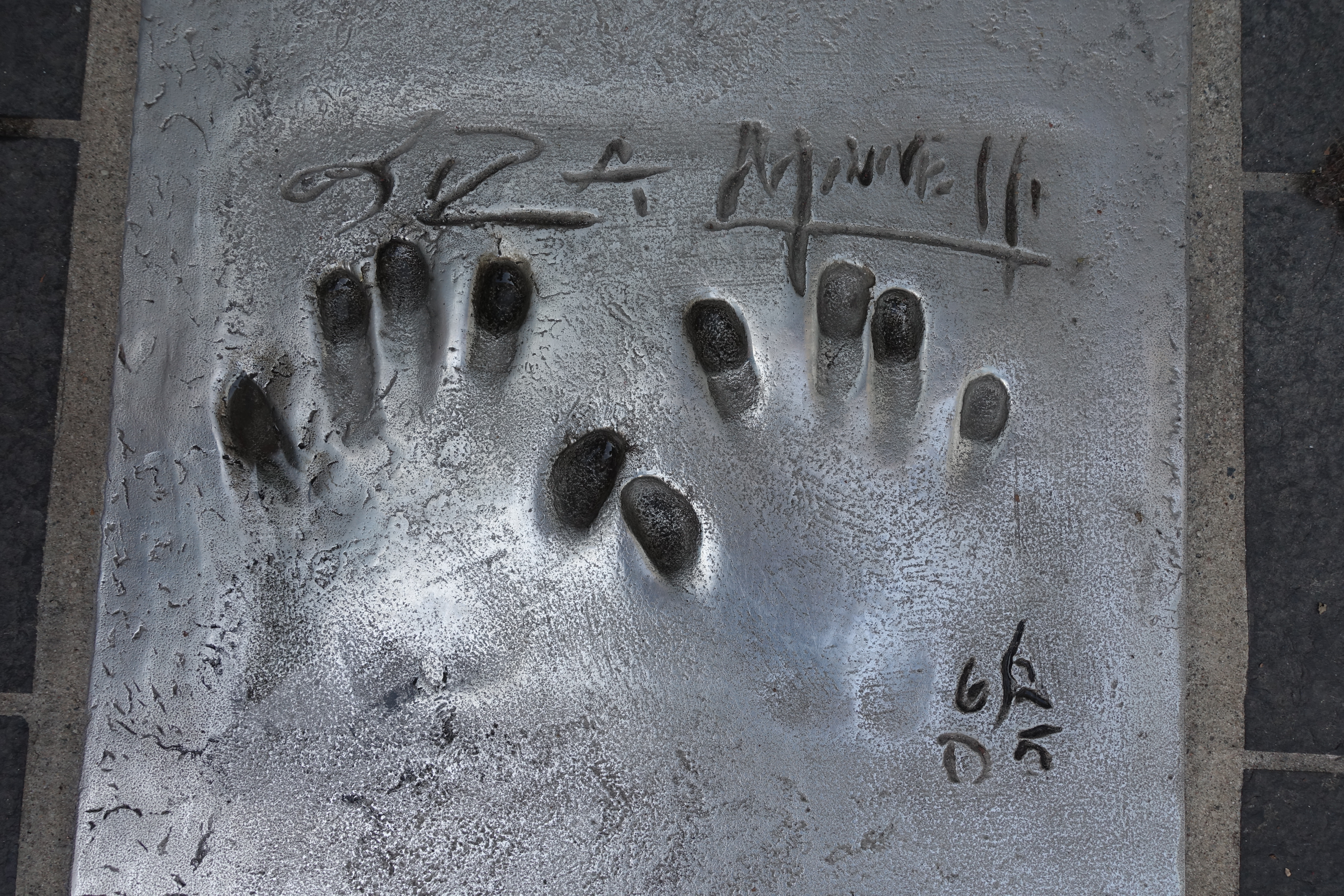
Handabdrücke von Liza Minnelli, Cannes

- 1969: Beste Hauptdarstellerin: Pookie – nominiert
- 1972: Beste Hauptdarstellerin: Cabaret – gewonnen

British Academy Film Awards
- 1970: Meistversprechendes Nachwuchstalent in einer Filmhauptrolle: Pookie – nominiert
- 1972: Beste Hauptdarstellerin: Cabaret – gewonnen

David di Donatello
- 1970: Beste ausländische Schauspielerin: Pookie – gewonnen
- 1973: Beste ausländische Schauspielerin: Cabaret – gewonnen
- 2002: Special David für ihr Gesamtwerk – gewonnen

Drama Desk Awards
- Saison 1983/84 Herausragende Hauptdarstellerin in einem Musical: The Rink – nominiert
- Saison 2008/09 Drama Desk Special Award „als beliebte amerikanische Musiktheater-Ikone, für ihre andauernde Karriere von anhaltender Exzellenz und ihre großartige Leistung in Liza’s at The Palace....“ – gewonnen

Emmy Awards
- 1973: Herausragende Einzelsendung – Varieté und Populärmusik: Liza with a ‘Z’. A Concert for Television – gewonnen, zusammen mit Bob Fosse und Fred Ebb
- 1973: Herausragende Leistung einer Nebendarstellerin in Musik oder Varieté: A Royal Gala Variety Performance in the Presence of Her Majesty The Queen – nominiert
- 1980: Herausragende Varieté- oder Musiksendung: Goldie and Liza Together – nominiert, zusammen mit Goldie Hawn, Fred Ebb, Dan Mischer und George Schlatter
- 1987: Herausragendes Informationelles Special: Minnelli on Minnelli: Liza Remembers Vincente – nominiert, zusammen mit Jack Haley junior, David Niven junior und David Schickel
- 1993: Herausragende Individuelle Leistung in einer Varieté- oder Musiksendung: Liza Live from Radio City Music Hall – nominiert

Gold Derby Awards
- 2005: Comedy-Gastschauspielerin: Arrested Development – nominiert
- 2010: Comedy-Gastschauspielerin des Jahrzehnts: Arrested Development – Platz 2
- 2013: Comedy-Gastschauspielerin: Arrested Development – nominiert

Golden Globe Awards
- 1970: Beste Hauptdarstellerin – Drama: Pookie – nominiert
- 1973: Beste Hauptdarstellerin – Komödie oder Musical: Cabaret – gewonnen
- 1976: Beste Hauptdarstellerin – Komödie oder Musical: Abenteurer auf der Lucky Lady – nominiert
- 1978: Beste Hauptdarstellerin – Komödie oder Musical: New York, New York – nominiert
- 1982: Beste Hauptdarstellerin – Komödie oder Musical: Arthur – Kein Kind von Traurigkeit – nominiert
- 1986: Beste Hauptdarstellerin – Mini-Serie oder TV-Film: Ein kurzes Leben lang – gewonnen

Golden Raspberry Awards
- 1989: Schlechteste Schauspielerin: Rent-a-Cop und Arthur 2 – On the Rocks – gewonnen
- 2011: Schlechteste Nebendarstellerin: Sex and the City 2 – nominiert

Grammy Awards
- 1989: Grammy Legend Award – gewonnen
- 1996: Beste Traditionelle Pop-Gesangsdarbietung: Gently – nominiert
- 2009: Bestes Traditionelles Pop-Gesangsalbum: Liza’s at The Palace.... – nominiert

Hi-Fi/Stereo Review Magazine
- 1966: Bestes Album des Jahres: There Is a Time – gewonnen
- 1968: Bestes Album des Jahres: Liza Minnelli – gewonnen

Online Film & Television Association
- 2004: Beste Gastdarstellerin in einer Comedyserie: Arrested Development – gewonnen
- 2013: Beste Gastdarstellerin in einer Comedyserie: Arrested Development – nominiert

Photoplay Awards
- 1977: Beliebtester Popmusikstar – nominiert
- 1977: Beliebtestes weibliches Sexsymbol – nominiert
- 1978: Beliebtester Popmusikstar – nominiert
- 1978: Beliebtestes weibliches Sexsymbol – nominiert
- 1979: Beliebtester Varietéstar – nominiert

Tony Awards
- 1965: Beste Hauptdarstellerin in einem Musical: Flora the Red Menace – gewonnen
- 1974: Special Tony Award „für ihre beste persönliche Leistung“ – gewonnen
- 1978: Beste Hauptdarstellerin in einem Musical: The Act – gewonnen
- 1984: Beste Hauptdarstellerin in einem Musical: The Rink – nominiert

Weitere Auszeichnungen
- Saison 1962/63: Promising Personality Award der Theatre World Awards: Best Foot Forward
- 1969: Kansas City Film Critics Circle Award als Beste Hauptdarstellerin: Pookie
- 1970: Darstellerpreis des Filmfestivals von Mar del Plata: Pookie
- 1971: Aufnahme in die Liste der bestgekleideten Frauen des Jahres der Modejournalistin Eleanor Lambert
- 1972: American Guild of Variety Artists Award als Entertainerin des Jahres
- 1972: Golden Apple Award als Weiblicher Star des Jahres
- 1972: Publikumspreis als Beste Schauspielerin auf dem Filmfestival der Färöer: Cabaret
- 1973: Hasty Pudding Frau des Jahres
- 1973: Platz 5 der National Society of Film Critics als Beste Hauptdarstellerin: Cabaret
- 1973: Sant-Jordi-Preis für die Beste Leistung in einem ausländischen Film: Cabaret
- 1974: Auszeichnung durch die Zeitschrift Variety als „Star des Jahres“[162]
- 1975: Auszeichnung durch das Box Office Magazine als „Kassenmagnet“ des Jahres
- 1976: Platz 5 der 10 Beliebtesten Sängerinnen bei den Playboy Music Poll Awards
- 1983: Ehrenpreis der Internationalen Filmfestspiele von Cannes[163]
- 1987: Nominierung für den CableACE Award für ihre Darbietung in einem Musikspecial: Liza in London
- 1987: Aufnahme in den New Yorker Friars Club als eine der ersten Frauen überhaupt
- Saison 1987/88: Sarah Siddons Award[164]
- 1990: Goldene Kamera für ihr Lebenswerk, „ihre Rolle als Sally Bowles im Film Cabaret, 16 ausverkaufte Konzerte in der New Yorker Carnegie Hall und ihren Auftritt in der Sendung Wetten, dass..?“
- 1991: Auszeichnung durch das Billboard Magazine als Kommerziell erfolgreichste Live-Künstlerin des Jahres
- 1991: Stern auf dem Hollywood Walk of Fame in der Kategorie „Bühne“ (Ort: 7000 Hollywood Boulevard) für ihre Broadway-Karriere
- 1993: Stern vor dem Warner Theatre in Washington, D.C.
- 1993: erster Stern auf dem Sidewalk of Stars an der New Yorker Radio City Music Hall
- 1993: Ernennung zum Admiral of the Nebraska Navy durch den Gouverneur von Nebraska
- 1996: Liberace Legend Award
- 1999: Board of the Directors Award der Manhattan Association of Cabarets & Clubs
- 2000: der Bürgermeister von San Francisco ruft den 12. März zum Liza Minnelli Day aus
- 2000: Ehrung durch die New Yorker Drama League mit einer Benefizgala
- 2001: Aufnahme in die American Theater Hall of Fame
- 2001: Life Tribute Award auf einer AIDS-Wohltätigkeitsveranstaltung des Center One/Community Healthcare in Bal Harbour
- 2005: GLAAD Media Vanguard Award „für ihre Beiträge zum erhöhten Verständnis der lesbischen, schwulen, bisexuellen und Transgender-Gemeinschaft“
- 2006: Career Achievement Award des Chicago International Film Festival
- 2006: Julie Harris Lifetime Achievement Award[165]
- 2007: Ehrendoktorwürde des New Yorker Mercy College „für ihr karitatives Engagement und ihre fast ein halbes Jahrhundert andauernde, vielschichtige Karriere“[166]
- 2009: Independent Theatre Reviewers Association Award für die Beste weibliche Theaterdarbietung: Liza’s at The Palace....
- 2010: The Pell Award for Lifetime Achievement in the Arts[167]
- 2010: Straight for Equality in Entertainment Award „für ihre lebenslange Unterstützung von Lesben, Schwulen, Bisexuellen und Transgendern“
- 2011: Aufnahme in die französische Ehrenlegion
- 2011: AVO Session Lifetime Achievement Award[105]
- 2011: Award for Contribution to World Cinema auf dem Pacific Meridian International Film Festival of Asia Pacific Countries
- 2011: Silver Clef Icon Award[168]
- 2012: Auszeichnung mit dem Arts Legacy Award[169] und dem Fred and Adele Astaire/Douglas Watt Lifetime Achievement Award[170] durch das Stamford Center for the Arts
- 2013: Aufnahme in die Great American Songbook Hall of Fame[171]
- 2014: Nominierung für den Screen Actors Guild Award als Mitwirkende des Besten Schauspielensembles in einer Fernsehserie – Komödie: Arrested Development
- 2015: Jack Valenti Legend Award auf dem Italia Festival in Los Angeles[172]
- 2020: CinEuphoria Career Honorary Award
- 2024: Lifetime Achievement Award der Industry Dance Awards auf der Gala of the Stars

## Dokumentation
- Liza Minnelli, Erbin einer Hollywood-Dynastie. Regie: Lucie Caries, ARTE F, Frankreich, 52 Minuten, 2024